# Lomanella insolentia
Espèce
Lomanella insolentia est une espèce d'opilions laniatores de la famille des Lomanellidae.

## Distribution
Cette espèce est endémique d'Australie. Elle se rencontre  dans les Alpes australiennes dans le Sud-Est de la Nouvelle-Galles du Sud et dans le Nord-Est du Victoria.

## Description
Les mâles mesurent de 1,81 à 2,10 mm de long et de 1,13 à 1,24 mm de large et la femelle 1,97 mm de long et 1,14 mm de large.

## Systématique et taxinomie
Cette espèce a été décrite par Hunt et Hickman en 1993.

## Publication originale
- Hunt & Hickman, 1993 : « A revision of the genus Lomanella Pocock and its implications for family level classification in the Travunioidea (Arachnida: Opiliones: Triaenonychidae). » Records of the Australian Museum, vol. 45, no 1, p. 81–119 (texte intégral).